# レト・ロマンス語群

レト・ロマンス語群

レト・ロマンス語群（レトロマンスごぐん、ラテン語: Lingua Raetoromanica）は、インド・ヨーロッパ語族イタリック語派に属する言語群の一つ。
以下の言語がこれに属する。
- フリウリ語：北イタリアのウディーネ地方で話される。
- ロマンシュ語：スイス国内で話される。自称では「ルマンチュ」と発音する。
- ラディン語：東チロルのドロミーテン地方で話される。「ラディーノ」ともいう。

この3つの言語群は山などに隔てられ、互いに約200キロほど離れていて、方言としての差が著しい。

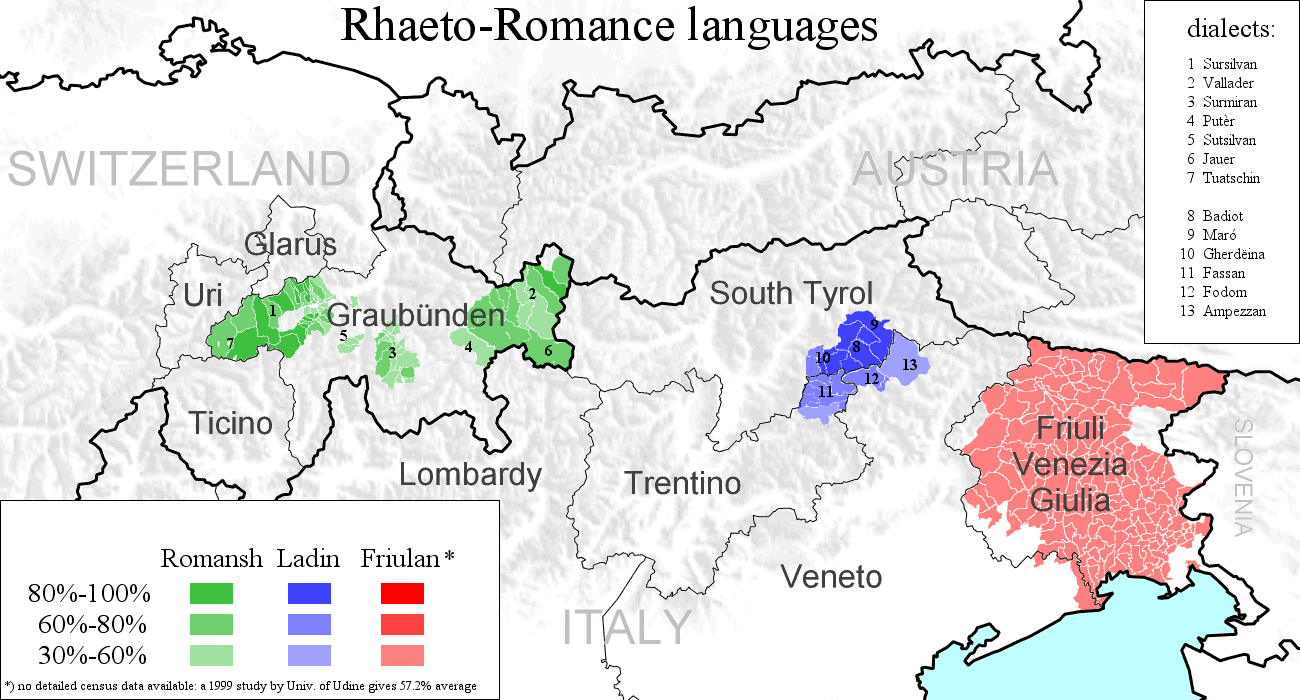
レト・ロマンス語群の分布（詳細）